# Петер, Иоганн Фридрих
Иоганн Фридрих Петер (нем. Johann Friedrich Peter, также Джон Фридерик Питер англ. John Frederick Peter; 19 мая 1746, Эйсселстейн, Нидерланды — 13 июля 1813, Бетлехем, штат Пенсильвания) — американский композитор немецкого происхождения.
Родился в Херендейке — первой нидерландской коммуне гернгутеров и на протяжении всей жизни был связан с этим религиозным сообществом. Учился в школах гернгутеров в городах Зейст, Гросхеннерсдорф, Ниски и Барби. С 13 лет пел в церковных хорах. По окончании семинарии в Барби в 1770 году отбыл в Америку, где до конца жизни исполнял различные обязанности в общинах моравской церкви в Пенсильвании, Северной Каролине и Мэриленде, в том числе как органист, скрипач и руководитель хора.
Основу творческого наследия Петера составляют гимны и псалмы, в том числе известный Псалом радости (англ. The Psalm of Joy), созданный в 1783 году для празднования Дня независимости в городе Уинстон-Сейлем. Кроме того, Петеру принадлежат шесть струнных квартетов, относящихся к числу самых ранних камерных произведений американской музыки. В 1786 году женился на Катарине Лейнбах.